# Аржентина
Аржентѝна (на испански: Argentina, произнася се Архентѝна), с официално название Република Аржентина (на испански: República Argentina, [reˈpuβlika aɾxenˈtina], произношение Република Архентѝна) е държава в югоизточната част на Южна Америка, с демократична, републиканска, представителна и федерална форма на управление, официално федерална република. Тя е децентрализирана държава, като от 1994 г. е интегрирана в национална държава с 23 провинции и един автономен град, столицата Буенос Айрес. Всяка една от 24-те автономни единици има своя политика, конституция, знаме и сили за сигурност. Аржентина постига независимост от Испания през 1816 г. и официалният празник на страната се празнува на 9 юли. Президентът се избира на 4 години.
Простира се на площ от 2 777 410 km² и граничи с Бразилия на североизток, Парагвай и Боливия на север, Чили на запад, Уругвай и Атлантическия океан на изток и протока Дрейк на юг. Аржентина е осмата по големина държава в света, втората по големина в Латинска Америка. Населението ѝ възлиза на около 42 046 118 души (2009). В религиозно отношение около 92% от населението е съставено от католици. Коренното население е съставено от представители на около 35 индиански племена, основно от групите мапуче, кечуа, тоба, гуарани, уичи, диагита, мокови и хуарпес. Официален език е испанският.
Страната е едни от най-големите производители и износители на пшеница и други зърнени култури. Отглеждат се слънчоглед, захарна тръстика, лен, памук и други.

## Етимология
Името Аржентина идва от латински: argentum (сребро, плата на испански език). Туземците дават сребърни подаръци на оцелелите корабокрушенци от експедицията на Хуан Диас де Солис, което дава повод за възникването на легендата за Сребърните планини, широко разпространена сред първите европейски изследователи на Рио де ла Плата (Сребърната река). По асоциация се образува и наименованието на страната – Аржентина.

## География
Аржентина е разположена в югоизточната част на Южна Америка. На полуостров Валдес се намира най-ниската точка на континента – 35 m н.в.) Аржентина владее малки острови и източната част на остров Огнена земя. Релефът на страната е предимно равнинен, зает от обширната Лаплатска низина, която включва Гран Чако, Ентрериос и Пампата. Хълмистата равнина Гран Чако е покрита с редки гори, обширни пасища, блата и мочурища. Ентрериос (исп. „междуречие“) е плодородната низина между реките Парагвай и Уругвай. Пампата заема южната част на Лаплатската низина. Тук е и столицата Буенос Айрес. На юг е разположено полупустинното плато Патагония. Западните части на Аржентина до границата с Чили са заети от планинските вериги на Андите с най-висока точка връх Аконкагуа (6960 m), който е втори по височина континентален връх след Еверест.

### Природни региони

#### Патагония
Ветровитото Патагонско плато очертава низинния характер на Аржентина. Патагония се простира от Атлантическия океан на изток до предпланинските райони на Андите на запад. Характерни са дълбоки каньони и периодично разпръснати безлесни местности редуващи се с платовидни хълмове. Каменистите плата се издигат от ниското скално крайбрежие на Атлантическия океан до 1500 m надморска височина в основата на Андите. Богатата морска фауна е характерна с колониалния тип животни по скалистото атлантическо крайбрежие. На север Патагония свършва с езерен регион. Река Колорадо образува естествена граница между Патагония и северните две трети от Аржентина.
Патагония пада във валежната сянка на Андите, така че получава малко влага. Затова основно се използва за пасища за овце, въпреки че някои зърнени култури се отглеждат в малки ферми в долини с изкуствено напояване. Също така в Патагония има няколко големи нефтени полета. В южния край на платото се намира голям планински остров, поделен от Аржентина и Чили.

#### Анди
Андите, най-голямата планинска система в Южна Америка, се издига от нагънати блокови морфоструктури по дължината на западната граница на Аржентина. В Патагония те образуват естествена граница между Аржентина и Чили. На север Андите са най-високи и обширни, където много върхове се издигат над 6400 m.
Аконкагуа (6960 m), най-високият от тези върхове, е най-високият връх в западното полукълбо. Други забележителни върхове са Охос де Саладо (6880 m) и Тупунгато (6800 m) на границата между Аржентина и Чили, и Мерседарио (6770 m). Районът на езерата в Аржентина се намира в Южните Анди. Курортният град Барилоче до езерото Нахуел Хуапи е туристическият център на езерния район. Въпреки малката си надморска височина, Южните Анди са силно скалисти и назъбени.
Много успоредни вериги и разклонения на Андите се врязват дълбоко в северозападна Аржентина. Там реки, извиращи от заснежените върхове са прорязали дълбоки долини по източните склонове на планината. Солени езера заемат голяма част от долините между планинските ридове. Единствената друга значителна планина в страната е Сиера де Кордоба в централна Аржентина, с най-висок връх Серо Чампаки (2880 m).

#### Пампаси
Пампасите (известни като пампа) представляват обширни плодородни прерии южно от Чако. Те се простират западно от Буенос Айрес в голям полукръг на стотици километри. Равнинната им и нискохълмиста повърхнина е нарушена единствено на юг от верига хълмисти планини, издигащи се до 1200 m надморска височина.

### Климат
В по-голямата част от Аржентина преобладават умерени температурни условия, с изключение на малки тропически райони на североизток и субтропичния Чако на север. В Буенос Айрес температурите варират между 20 и 30 °С през януари и от 8 до 15 °С през юли. В Мендоса, в предпланинските райони на Андите на запад средната температура варира между 16 и 32 °С през януари и от 2 до 15 °С през юли. Значително по-високи температури преобладават около Тропика на Козирога на север, където достигат до 45 °С. По високите части на Андите, Патагония и Тиера дел Фуего обикновено е студено. В западната част на Патагония температурите през зимата са средно около 0 °С. В повечето области по атлантическото крайбрежие обаче океанът оказва смекчаващо въздействие върху температурите.
Валежите в Аржентина са характерни с големите си регионални различия. Повече от 1520 mm дъждове падат годишно в най-северните части на страната, но климатът постепенно става по-сух на юг и запад. В района на Буенос Айрес годишните валежи са около 950 mm. В района на Мендоса показателите са 170 mm.

### Годишни температури
| температура | яну   | фев   | мар   | апр   | май   | юни   | юли   | авг   | сеп   | окт   | ное   | дек   |
| ----------- | ----- | ----- | ----- | ----- | ----- | ----- | ----- | ----- | ----- | ----- | ----- | ----- |
| минимална   | 21 °C | 20 °C | 19 °C | 15 °C | 12 °C | 9 °C  | 8 °C  | 10 °C | 11 °C | 14 °C | 17 °C | 20 °C |
| максимална  | 28 °C | 27 °C | 25 °C | 21 °C | 18 °C | 15 °C | 14 °C | 16 °C | 17 °C | 21 °C | 23 °C | 26 °C |

### Води
Повечето от реките в Аржентина се вливат в Атлантическия океан. Трите реки – Парана, Парагвай и Уругвай текат главно на юг, като формират основната речна система в Южна Америка. Река Парагвай се влива в р. Парана северно от гр. Кориентес в Аржентина. След това р. Парана продължава течението си на юг и изток до Буенос Айрес, където с влива в р. Уругвай, формирайки голямата река Рио де ла Плата. Този естуар, който носи водите на тези реки до Атлантическия океан, образува част от аржентинската граница с Уругвай.
Рио Саладо в Чако, Северна Аржентина и Рио Негро в Патагония. В района между Рио Саладо и Рио Колорадо и в Чако някои големи реки изчезват погълнати от тресавища и блата.
На юг аржентинският езерен район се простира от Андите до Патагонското плато. Този популярен курортен район е известен с многото езера, гъсти вечнозелени гори, които се простират на фона на заснежените планини и ледници. Едно от най-големите езера е Науел Уапи в Северна Патагония. Езерото и околната територия формират националния парк Науел Уапи. Други езера в района са езерото Буенос Айрес, което е на границата между Аржентина и Чили и езерата Виедма и Лаго Архентино, които се захранват с вода от топящи се глетчери. Езерният район привлича посетители както през лятото, така и през зимата за зимни спортове.

### Полезни изкопаеми
Традиционното богатство на Аржентина се намира в обширните пампаси, които се използват за екстензивни пасища и отглеждане на едногодишни и зърнени култури. Освен това аржентинските дървесни запаси и минерални ресурси, особено морските залежи от нефт и природен газ придобиват все по-нарастващо значение. Полезните изкопаеми от икономическо значение са олово, цинк, калай, мед, желязна руда, магнезий, уран и сребро.

### Растителност и животински свят
Характерната за Аржентина растителност се променя с изменението на климата и географските региони в страната. За топлата и влажна североизточна част на страната са е характерна тропическата растителност, включително дървета като палми, палисандър, бакаутово дърво, почти всички видове люлякови храсти и някои ендемити. В пампасите растителните видове са предимно тревисти. Дърветата, с изключение на някои сухолюбиви разновидности на евкалиптовото дърво, сирийската смокиня и акацията, практически не виреят както в този район, така и в по-голямата част от Патагония. Основните растителни видове в Патагония са билки, храсти, треви и ниска полухрастовидна растителност. В предпланинските райони на Андите в Патагония и в части от Тиера дел Фуего открояващо се място във флората намират иглолистни видове, като ела, кипарис, бор и кедър. В сухите райони на Андите в северозападна Аржентина преобладават кактуси и други трънливи растения.
Животинският свят в Аржентина е по-богат и разнообразен в северната част на страната. Тук представители на бозайниците са множество видове маймуни, ягуари, пуми, оцелоти, мравояди, тапири, диви свине и миещи мечки. Характерни за района птици са фламинго, почти всички видове колибри и папагали. Пампасите са обитавани от броненосци, лисици, бялки, диви котки, зайци, американски щрауси (рии), ястреби, соколи, чапли, дъждосвирци и яребици. Някои от тези животни се срещат също и в Патагония. Студените райони на Андите са обитавани от лами, викуни, алпаки и кондори. Риба изобилства в крайбрежните води, езерата и реките.

### Проблеми на околната среда
Около 40% от населението на Аржентина е съсредоточено в мегаполиса на Буенос Айрес и околностите му, където силният автомобилен трафик предизвиква сериозно замърсяване на въздуха. В провинциалните райони достъпът до чиста вода и здрава канализация е силно ограничен. Отчита се все по-голямо замърсяване на реките, дължащо се на засилващата се употреба на пестициди.
Аржентина има значително комплексна политика на опазване на околната среда. Има 190 защитени местности, заемащи общо 4,4% от територията на страната под юрисдикцията на смесица от федерална, областна и общинска администрация. Университетите и частни лица също управляват някои фондове. Обаче само около 1,7% от земята получава значимо опазване и само около половината от познатите екосистеми в Аржентина се намират в тези защитени територии. Основните екологични проблеми са бракониерството и неправомерното изсичане на горите на север, прекомерният туризъм на юг, прекомерната паша във всички райони на страната, салинизацията (замърсяване със соли) на пасищата и обработваемата земя като последствие от построяването на язовири и напоителни комплекси.

## История

### До XX век
В древността земите на Аржентина са били населявани от индиански племена.
Испанските конкистадори ги завоюват в първата половина на 16 век. Едри земевладелци постепенно усвояват страната, използвайки робски труд.
През 1776 г. испанската монархия създава вицекралство Рио де ла Плата, обединение от територии, от които с революцията от май 1810 г. започва процес на постепенно формиране на няколко независими държави, включително една, наречена Обединени провинции на Южна Америка. С обявяването на независимост на 9 юли 1816 г. и военното поражение на Испанската империя през 1824 г., през 1853 – 1861 г. се формира федерална държава, известна днес като Република Аржентина. Вътрешните борби между оформилите се кланове на олигарси водят до серия от преврати и контрапреврати. От 1930 г. страната се управлява главно от военни до 1983 г., когато страната се завръща към демокрацията.

### XX и XXI век
Най-известният президент е Хуан Перон, който е на власт от 1946 до 1955 г., популярен сред работническата класа и сред бедните аржентинци. Мнозина определят неговото управление като диктатура, защото той потушава всякакво противостоене. Режимът му се смята за типичен представител на каудилизма – латиноамерикански политически феномен, лансиращ властта на силна и харизматична фигура. Емблематично лице на неговото управление става съпругата на Перон – Ева Дуарте (Евита), влязла в историята като закрилницата на безризите. Популизмът, площадните изяви и личният интерес на Перон към идеите на италианския фашизъм и германския нацизъм затрудняват мнозина изследователи в класифицирането на явлението перонизъм. Факт е, че основаната от Перон Хустисиалистка партия (Партия на справедливостта) и до днес е по-популярна като Перонистката партия. Перон е свален от поредния военен преврат, скоро след като жена му Евита умира от рак през 1955 г. Военни управляват Аржентина от 1955 до 1958 г. и от 1966 до 1973 г. След провала на военните във властта Перон е поканен да се върне от емиграция и отново да оглави страната. Той се задържа на власт едва няколко месеца и през 1974 г. умира, след като се простудява при една своя реч от балкона на президентския дворец Каса Росада.
Президент става новата му съпруга – Мария Естела Мартинес де Перон. Управлението ѝ е белязано с икономически хаос и дълбока корупция и приключва с поредния военен преврат през 1976 г. Този военен режим, който управлява страната от 1976 до 1983 г., е един от най-кървавите в историята не само на Аржентина, но и на цяла Латинска Америка, измъчва и екзекутира много аржентински граждани без съд, избити и безследно изчезнали са около 30 000 негови противници. Военната хунта предприема през 1982 г. опит за въоръжено завземане на Фолклендските (Малвинските) острови, които се водят британско владение, въпреки че са до бреговете на Аржентина. Войната с Великобритания завършва с поражение за Аржентина и това до голяма степен провокира падането на хунтата. След като властта на военните пада през 1983 г., Аржентина се връща към демократичното си управление, но е разкъсвана от икономически проблеми. В началото на новия век Аржентина продължава да се опитва да съживи икономиката си.
Едно от условията на мирния преход и оттеглянето на армията от властта е т.нар. „закон за последната точка“ (Punto final), който гарантира на военните, че няма да бъдат преследвани за извършеното по време на управлението им. Законът предизвиква негодуванието на близките на жертвите. Разраства се „Движението на майките от площад Май“ – организация на майки и роднини на „безследно изчезнали“, които всеки вторник демонстрират пред президентския дворец в Буенос Айрес с искане да се изясни съдбата на близките им и да се накажат виновниците за убийствата и репресиите. Законът минава през ревизия и някои висши офицери от бившата военна хунта са осъдени.

## Държавно устройство
Федеративна република (от 1853 г.), начело с президент, избиран за 4 години. Законодателният орган е Национален конгрес, състоящ се от Сенат (72 членове) и Палата на депутатите (257 членове). Всеки две години палатата на депутатите се обновява, а сенатът – 1/3. Изпълнителната власт – президент и правителство, начело с министър-координатор.

## Административно деление
Аржентина е разделена на 23 провинции и 1 автономен град*:
- автономен град Буенос Айрес
- Буенос Айрес (провинция), столица Ла Плата
- Катамарка, столица Сан Фернандо дел Вале де Катамарка
- Кордоба, столица Кордоба (Аржентина)
- Кориентес, столица Кориентес
- Ентре Риос, столица Парана (град)
- Формоса, столица Формоса
- Ла Пампа, столица Санта Роса
- Ла Риоха, столица Ла Риоха
- Мендоса, столица Мендоса
- Мисионес, столица Посадас
- Рио Негро, столица Виедма
- Салта, столица Салта
- Сан Хуан, столица Сан Хуан
- Сан Луис, столица Сан Луис
- Санта Крус, столица Рио Галегос
- Санта Фе, столица Санта Фе
- Сантяго дел Естеро, столица Сантяго дел Естеро
- Тукуман, столица Тукуман
- Чако, столица Ресистенсия
- Чубут, столица Росон
- Хухуй, столица Сан Салвадор де Хухуй
- Неукен, столица Неукен
- Огнена земя, столица Ушуая

## Население

### Състав
Около 81% от населението на Аржентина е с европейски произход. За разлика от повечето латиноамерикански страни, Аржентина има относително малко на брой метиси. Обаче броят на метисите е нараснал през последните десетилетия в резултат на засилената емиграция, предимно от Парагвай и Боливия. Малък е и броят на местното население, като през 1994 г. конституционните реформи му гарантират определени права, включително право на двуезичие и междукултурно образование.
Правителството на Аржентина дълго време е насърчавало европейската емиграция, като от десетилетия стабилното управление на страната, силните международни връзки и добрите икономически възможности привличат нови жители. От 1850 г. до 1940 г. над 6 милиона души са се преселили в страната. Преобладават испанските и италианските имигранти, както и значителен брой французи, англичани, германци, руснаци, украинци, поляци и сирийци. От 50-те години на 20 век повече от 50 000 азиатци са се преселили в Аржентина предимно от Южна Корея. Обаче след икономическия срив през 2002 г. хиляди аржентинци са напуснали страната, връщайки се обратно в Испания, Италия, Германия или други страни извън региона.
През 2005 г. населението на Аржентина е 39 537 943 души, даващо на страната средна гъстота от 14 д./km². Повече от една трета от населението живее във или около Буенос Айрес, като 90% от населението живее в градовете.
Населението на Аржентина се радва на нива на доход на глава от населението, урбанизация, образованост и социално благоденствие, които се нареждат сред най-високите в Латинска Америка. Бизнескласата, огромната средна класа и сравнително добре организираната работническа класа, заедно с малка част от местното население и при отсъствието на значителен относителен дял на селячество, различават Аржентина от повечето латиноамерикански общества. Въпреки това в много малко страни населението е толкова ясно разделено на градско и селско. Буенос Айрес прилича на европейска столица, с широките си булеварди и кафета, и с жителите, които сами се определят като porteños („хора на пристанището“), и които са ориентирани повече към Европа и Съединените щати, отколкото към Аржентина и останалата част от Южна Америка.
С разрастването на индустриалната манифактура, голям брой провинциални работници се премества в Буенос Айрес в търсене на по-добър живот. Тези работници се тъпчат в мухлясали колиби в покрайнините на столицата и живеят в квартали, наричани „villas miserias.“ В повечето случаи те си намират само нещатна работа.

### Език
Официалният език в Аржентина е испански. Той се говори от почти цялото население на страната.
Лунфардо – диалектна смесица между испански и италиански е широко разпространен в Буенос Айрес.
Освен него в Аржентина се говорят италиански, английски, корейски, както и няколко местни диалекта.

### Религия
Римокатолиците представляват 91% от населението на Аржентина. Юдаизмът, протестантството и няколко други християнски и нехристиянски религии също са разпространени. Въпреки че конституцията гарантира свобода на вероизповеданието, римокатолическата църква винаги се е ползвала с привилегиите на основна. През 1994 г. конституцията отменя изискването президентът и вицепрезидентът на Аржентина да бъдат римокатолици. Обаче реформата поддържа простото правило, че „федералното правителство трябва да насърчава папската римокатолическа вяра.“

### Българи в Аржентина
По неофициални данни аржентинските граждани от български произход са около 40 хиляди души (според други оценки – около 80 хил. д.), главно в Буенос Айрес, Берисо, Мар дел Плата, Роке Саенс Пеня, Лас Бреняс, Комодоро Ривадавия (към 2001). Според официалните статистики българите са под 3 хиляди души, което е свързано с т.нар. натурализация (и отчитането само на новите емигранти в определен период), смесените бракове и т.н.
Най-масовата вълна е от икономически имигранти през 20-те г. на ХХ в., когато над 20 хил. българи се заселват в провинциите Буенос Айрес (Берисо) и Санта Фе, Чубут (Комодоро Ривадавия), Чако (Роке Саенс Пеня, Лас Бреняс). Регистрирани са Аржентино-българска фондация и гражданска асоциация „Българите в Аржентина“ (Буенос Айрес), културно-просветни дружества в Берисо, Роке Саенс Пеня, Лас Бреняс, Комодоро Ривадавия, Мар дел Плата, вестник „Български вести“ (Буенос Айрес).

## Икономика
Аржентина е между най-богатите страни в Южна Америка. Тя има добре развита промишленост и селско стопанство, което осигурява 80% от износа. Аржентина е сред първите пет страни в света по износ на зърнени храни, брашно, кожи, месо и вълна. Основно място заемат отраслите на текстилната, хранително-вкусовата промишленост (месодобивна, тютюнева, захарна, производство на масло), а също така машиностроенето и добивът на нефт (20 млн. t).
По добив на нефт страната заема четвърто място (след Венецуела, Еквадор и Бразилия) в Латинска Америка. Добивът напълно осигурява потребностите на страната (добиват го държавните компании Enarsa, YPF и частните Bridas, Pluspetrol) и държавата не внася нефт.
Дълго време Аржентина е една от най-проспериращите страни в Латинска Америка. Основните източници на бюджетни постъпления са богатите природни ресурси, високообразованото население и ориентирания към износ селскостопански сектор. Обаче страната страда от редуващи се икономически проблеми като инфлация, висок външен дълг и бюджетен дефицит. Растежът през 2000 г. е отрицателен (−0,5%), като както и вътрешните, така и чуждите инвеститори остават скептични спрямо способността на правителството да изплаща дълговете и да поддържа фиксирания обменен курс на песото към щатския долар. През 2001 г. икономическата ситуация се влошава заедно с разширяването на трайностите на аржентинските бонове, масираните оттегляния от банките, и съответно последвалия спад в инвеститорското и потребителското доверие. Усилията на правителството да постигне нулев дефицит, да стабилизира банковата система и да възстанови икономическия растеж се оказаха неадекватни пред нарастващите икономически проблеми. Прикрепването на песото спрямо долара е изоставено през януари 2002 г., през февруари то се обезценява; курсът му спада, а инфлацията рязко се покачва, но в средата на 2002 г. икономиката се стабилизира, но в малки мащаби. Производството е с 14,7% по-ниско от нивото си в същия период на предходната година, безработицата остава висока (21,5%). За да преобърнат кризата, някои икономисти защитават тезата, че Аржентина е приела долара като официална валута, докато други смятат, че именно това обвързване с долара е довело до тези икономически проблеми.

### Парична единица
Аржентинско песо, равно е на 100 сентавос. Има банкноти по 100, 50, 20, 10, 5 и 1 песо. Монетите са по 50, 20, 10, 5 и 1 сентаво. Кредитни карти се приемат само в големите търговски центрове и хотели, в провинцията с тях е почти невъзможно да се плаща. Бакшишите са задължителни, в големите заведения се включват към сметката и са от 5 до 10% от нея.

### Транспорт
Правителството на Аржентина притежава и управлява цялата железопътна система на страната от 1948 до 1992 г., когато по-голямата част от ЖП мрежата е приватизирана. До 1994 г. правителството приватизира по-голямата част от държавната товарна железопътна мрежа и прехвърля част от междуградските пътнически услуги на провинциален контрол. Железопътната система е с обща дължина 35 754 km. Една-единствена ЖП линия пресича Андите, като осигурява връзка със северно Чили; железопътни връзки свързват Аржентина също с Боливия, Парагвай, Уругвай и Бразилия, въпреки че директни услуги не са възможни поради различия в операционните мащаби. Като резултат от приватизацията, пътническите услуги в някои части на страната не са валидни.
Aerolíneas Argentinas, националната авиокомпания и част от испанската авиокомпания Iberia, е най-големият въздушен превозвач в Аржентина. Тя управлява полети в рамките на Аржентина и към международни дестинации. Има също няколко по-малки вътрешни авиолинии. Аржентина има около 11 000 km водни пътища по плавателни реки, особено тези в района на р. Парана. Най-важният проект на развитие на воден път в района е системата „HIDROVIA“, която свързва водни пътища в низините Пантанал на Бразилия с Парагвай, речните системи на р. Парана и на река Уругвай.
Общата дължина на всички пътища и магистрали е 215 471 km. Разнообразие на частни компании управлява пътища с такси в Аржентина и магистрали намиращи се главно във и около района на столицата Буенос Айрес. През 1998 г. има 140 пътнически вагони за всеки 1000 души в Аржентина.
Мрежа на частни автобуси, метро и железници от предградията обслужва района на столицата Буенос Айрес. И метрото и железопътните системи са приватизирани, а подобренията в честота на услугите и качеството допринасят за увеличаването на броя на пътниците използващи обществения транспорт. Никой друг град в Аржентина няма железница от предградията или метрополитен.

### Енергетика
Въпреки че повечето големи реки и водопади се намират далеч от големите градове и агломерации, Аржентина с високи темпове развива водните си ресурси по отношение на производството на електроенергия. Основните хидроенергийни проекти включват язовир Ясирета на река Парана (в сътрудничество с Парагвай) и яз. Салто Гранде на река Уругвай (в сътрудничество с Уругвай). Първите 20 генератора на Ясирета, едно от най-големите хидроелектрически съоръжения в света, е пуснато в действие през 1994 г., но надхвърлените разходи, корупцията в изпълнението на проекта, проблеми с околната среда и изоставане в строителните работи значително забавят завършването му. В началото на 2005 г. правителствата на Аржентина и Парагвай се договарят да завършат съвместния хидроенергиен проект до 2008 г.
Докато по-голямата част от електричеството в страната е произвеждано от водноелектрически и топлоелектрически централи, Аржентина притежава една от най-развитите и напреднали ядрено-енергийни програми в Латинска Америка, осигуряващи 7% от енергийните нужди на страната. Като цяло електроцентралите в Аржентина произвеждат 81,4 млрд. kWh електроенергия (за 2002 г.).

### Индустрия
В Аржентина се произвеждат широка гама от стоки за износ. През последните няколко години произвежданите продукти се лансират добре на вътрешните и международните пазари, което се дължи на засилената интеграция под покровителството на Меркосур. Основните сектори на производство включват хранително-вкусовата промишленост, текстилната промишленост, машиностроенето и транспортното оборудване, стоки с голяма трайност, индустриални химикали, металолеене и металообработване, електротехническа промишленост, целулозно-хартиена промишленост. Освен всичко, напоследък Аржентина печели име като крупен производител на нефтохимически продукти и софтуер.
Автомобилната индустрия в Аржентина отбелязва голям растеж в сектора на икономиката. Аржентина произвежда автомобили от около 80 години (основни заводи в Буенос Айрес, Кордоба). Спадът в потребителската увереност, високите нива на интерес и тесните кредитни условия успяват да подкопаят вътрешното производство на автомобили. Автомобилостроенето спада до такова ниво, че се налага някои автомобилни предприятия да се преместят на границата с Бразилия, в търсене на по-евтина работна ръка и по-голям вътрешен пазар. Така автомобилната индустрия се превръща в болна тема между двете страни, не само заради големия бизнес. Продажбите на автомобили и авточасти представляват 20% от търговията в рамките на Меркосур, особено между Бразилия и Аржентина. Затова в сферата на производството и търговията с автомобили и части, след двугодишни спорове, през 2000 година е сключено съглашение между двете страни. В клаузите му основната надежда е да изтласка пазара на автомобили и части по посока пълното му либерализиране. Но възраждането на аржентинската автомобилна индустрия по никакъв начин не може да се каже че е сигурно, особено когато пазарите в Аржентина са залети от автомобили, произведени извън рамките на Меркосур.
В транспортното машиностроене са развити също корабостроенето и кораборемонтът (в Буенос Айрес и Енсенада), самолетостроенето (FAdeA, Aero Boero, Laviasa) и производството на хеликоптери (Cicaré, AeroDreams).

### Туризъм
В Аржентина има значителен брой туристически атракции, но отдалечеността на страната от Европа и Съединените щати ограничава развитието на туризма като отрасъл. Дори и при тези обстоятелства, няколко милиона туристи посещават страната всяка година. Основните дестинации са Буенос Айрес, Андите и езерните райони около Барилоче, и Патагония. Буенос Айрес е жив и сложен модерен град, който предлага много градски забавления, като дълго се слави като „южноамериканския Париж“. Други забележителности са Атлантическото крайбрежие, Мар дел Плата, водопадите Игуасу, пампасите и Тиера дел Фуего (където се намира най-южно разположеният град в света – Ушуайа). Приходите от туризъм в Аржентина за 2004 г. са около $2,4 млрд., а за 2005 г. стойността им е приблизително $2,5 млрд. Процентът на летуващите аржентински граждани се покачва от 47 до 52% през 2004 г.
В страната има всичко – километрични плажове, високи планини, безкрайни пустини, изумителни водопади, огромни мегаполиси и диви, безлюдни простори на Патагония.
В Буенос Айрес трябва да се видят Пласа де Майо (площад „Май“) с президентския дворец Каса Росада („Розовия дом“), катедралата Метрополитан (с гроба на националния герой от войните за независимост Хосе де Сан Мартин), Музеят на естествените науки, Музеят на изящните изкуства, международната художествена галерия, музеят „Фернандес Бланко“ (на колониалното изкуство), културният център „Сан Мартин“, Националният музей на изкуствата, Музеят на киното, националният исторически музей, многочислени образци на националната архитектура, знаменитият театър „Колон“ – център на оперното и балетното изкуство на цяла Южна Америка, булевардът „9 юли“ (най-големият търговски район в света).
Най-любопитни атракции са „Фиеста гаучо“ и „Танго-шоу“. Те предлагат запознанство с бита, кухнята, нравите и музиката на гаучосите (аржентинските каубои), както и развлекателен спектакъл с участието на най-добрите изпълнители на танго.
Особен интерес представляват колоритното италианско предградие Ла Бока и курортът Мар дел Плата на 400 km южно от Буенос Айрес. Кордоба е вторият по големина град в Аржентина. От архитектурна гледна точка Кордоба в много отношения превъзхожда столицата. Там има прекрасни ансамбли от колониалните времена – старият пазар, католическата катедрала и т.н.
На границата между Аржентина, Бразилия и Парагвай е разположен знаменитият национален парк „Игуасу“, заемащ 55 хил. хектара. Паркът е едно от съвременните чудеса на света – 275 водопада, които спускат за 1 секунда 5000 m³ вода от височина 70 m. Там има и хиляди видове екзотични птици, пеперуди, уникална тропическа растителност. Наблизо има руини от стари мисии на йезуитите.
Аржентина може да се похвали и с морски, и с планински курорти. Трябва да се отбележи Барилоче, разположен на брега на езерото Науел-Уапи. Местността често е наричана „аржентинска Швейцария“ заради приликите в пейзажа и производството на висококачествен шоколад. Тук са разрешени ловът и риболовът, има игрища за голф и ски писти с влекове и лифтове.
Голям морски курорт е Мирамар, на 137 km южно от Мар дел Плата. С особена популярност сред туристите се ползват океанските разходки до нос Хорн, до Антарктида и из Патагония.

### Търговия и търговски отношения
Търговският баланс клони към благосклонност към Аржентина, когато търсенето на храна в световен мащаб е голямо. Износът на страната е на стойност $25,7 млрд. за 2002 г. Износните стоки са предимно животни и животински продукти, включващи месо, кожи и вълна; зърнени храни, включващи пшеница и царевица, маслодайни растения, петролни продукти и автомобили. Внасят се предимно машини и оборудване, химикали, метали, самолети и други превозни средства. През 2002 г. вносните стоки са на стойност $9 млрд. Главните купувачи на износни стоки са Бразилия, САЩ, Чили, Китай, Испания, Италия, Холандия и Уругвай; водещи източници на вносни стоки са Бразилия, САЩ, Китай, Германия, Италия, Япония и Испания. Аржентина е член на Асоциацията по Интеграция в Латинска Америка (Asociación Latinoamericana de Integración, ALADI), която управлява регионалната търговия.